# World Series of Poker Europe 2011
Le World Series of Poker Europe 2011 sono state la quinta edizione della manifestazione. Si sono tenute dal 7 al 20 ottobre presso il Casinò Barrière e l'Hotel Majestic Barrière di Cannes, in Francia (le quattro edizioni precedenti si sono sempre tenute a Londra).
Sono stati assegnati sette braccialetti delle World Series of Poker, due in più del consueto.

## Eventi
| Evento | Nome                                                            | Iscritti                                                        | Vincitore                                                       | Premio (€)                                                      | Ultimo giocatore eliminato                                      |
| ------ | --------------------------------------------------------------- | --------------------------------------------------------------- | --------------------------------------------------------------- | --------------------------------------------------------------- | --------------------------------------------------------------- |
| 1      | €2.680 Six Handed No Limit Hold'em                              | 360                                                             | Guilluame Humbert                                               | €215.999                                                        | Azusa Maeda                                                     |
| 2      | €1.090 No Limit Hold'em                                         | 771                                                             | Andrew Hinrichsen                                               | €148.030                                                        | Gianluca Speranza                                               |
| 3      | €5.300 Pot Limit Omaha                                          | 180                                                             | Steve Billirakis                                                | €238.140                                                        | Michele Di Lauro                                                |
| 4      | €3.200 No Limit Hold'em Shootout                                | 258                                                             | Tristan Wade                                                    | €182.048                                                        | Michael Watson                                                  |
| 5      | €10.400 No Limit Hold'em Split                                  | 125                                                             | Michael Mizrachi                                                | €336.008                                                        | Shawn Buchanan                                                  |
| 6      | €1.620 Six Handed Pot Limit Omaha                               | 339                                                             | Philippe Boucher                                                | €124.584                                                        | Michel Dattani                                                  |
| 7      | €10.400 No Limit Hold'em Main Event Championship - 593 iscritti | €10.400 No Limit Hold'em Main Event Championship - 593 iscritti | €10.400 No Limit Hold'em Main Event Championship - 593 iscritti | €10.400 No Limit Hold'em Main Event Championship - 593 iscritti | €10.400 No Limit Hold'em Main Event Championship - 593 iscritti |
| 7      | Posizione                                                       | Nome                                                            | Nome                                                            | Nome                                                            | Premio (€)                                                      |
| 7      | 1°                                                              | Elio Fox                                                        | Elio Fox                                                        | Elio Fox                                                        | €1.400.000                                                      |
| 7      | 2°                                                              | Chris Moorman                                                   | Chris Moorman                                                   | Chris Moorman                                                   | €800.000                                                        |
| 7      | 3°                                                              | Moritz Kranich                                                  | Moritz Kranich                                                  | Moritz Kranich                                                  | €550.000                                                        |
| 7      | 4°                                                              | Brian Roberts                                                   | Brian Roberts                                                   | Brian Roberts                                                   | €400.000                                                        |
| 7      | 5°                                                              | Dermot Blain                                                    | Dermot Blain                                                    | Dermot Blain                                                    | €275.000                                                        |
| 7      | 6°                                                              | Shawn Buchanan                                                  | Shawn Buchanan                                                  | Shawn Buchanan                                                  | €200.000                                                        |
| 7      | 7°                                                              | Jake Cody                                                       | Jake Cody                                                       | Jake Cody                                                       | €150.000                                                        |
| 7      | 8°                                                              | Max Silver                                                      | Max Silver                                                      | Max Silver                                                      | €115.000                                                        |